# Celestino Rojo Enverga

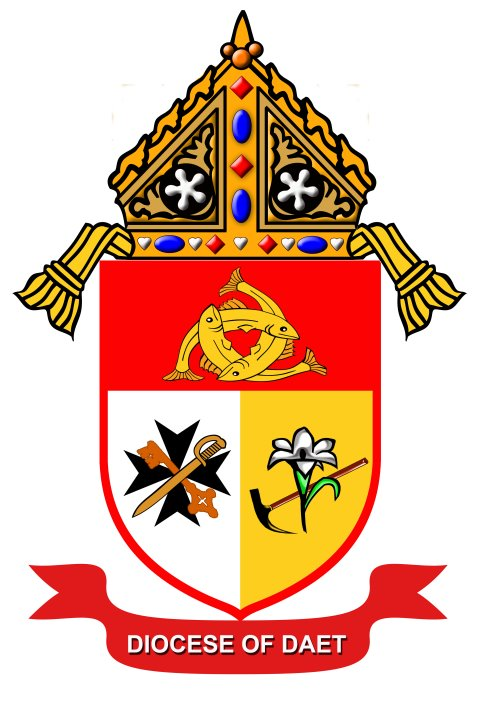
Wappen des Bistums Daet

Celestino Rojo Enverga (* 6. April 1924 in José Panganiban, Philippinen; † 16. Oktober 1990) war ein philippinischer römisch-katholischer Geistlicher, der zwischen 1974 und 1990 erster Bischof von Daet war.

## Leben
Celestino Rojo Enverga empfing am 25. März 1950 die Priesterweihe. Am 27. Mai 1974 wurde er zum ersten Bischof von Daet in der Provinz Camarines Norte auf Luzon ernannt. Er empfing am 1. September 1974 die Bischofsweihe durch den Erzbischof von Caceres Teopisto Valderrama Alberto, dessen Mitkonsekratoren der Bischof von Legazpi Teotimo Cruel Pacis C.M. sowie der Bischof von Sorsogon Arnulfo Surtida waren.